# Coazzolo
Coazzolo, (Coasseul o Coasseul d'Ast en piemontès) és un municipi situat al territori de la província d'Asti, a la regió del Piemont (Itàlia).
Limita amb els municipis de Castagnole delle Lanze, Castiglione Tinella, Mango, Neive i Santo Stefano Belbo.
Pertanyen al municipi les frazioni de Bosco, Crosia, Maestra, Neive, Osasca i Valferretti.